# Surcã Dária
Surcã Dária (em usbeque: Surxondaryo) é uma província (viloyatlar) do Usbequistão com capital em Termez. Tem 20 100 quilômetros quadrados e segundo censo de 2020, havia 2 629 135 habitantes.